# Sven Zitman
Sven Zitman (Schiedam, 24 februari 2002) is een Nederlands voetballer die als middenvelder speelt. Hij verruilde in 2023 PEC Zwolle voor TOP Oss.

## Carrière
Zitman speelde tot de zomer van 2022 in de jeugd bij Feyenoord, waarna hij de overstap maakte naar het beloftenteam van PEC Zwolle. Op 7 oktober 2022 zat hij voor het eerst bij de wedstrijdselectie van een officiële wedstrijd. Diezelfde wedstrijd maakte hij zijn debuut door in de 63e minuut in te vallen voor Haris Međunjanin. De wedstrijd tegen FC Dordrecht werd met 0–3 verloren. Op 31 oktober tekende hij zijn eerste contract bij de Zwolse club. Hij tekende een contract tot de zomer van 2024 met een optie om deze met een jaar te verlengen. Na een seizoen en de promotie naar de Eredivisie werd zijn uitzicht op speelminuten minder, waarna hij de overstap maakte naar TOP Oss. Hij ondertekende een contract voor twee seizoenen met een optie voor een derde jaar. Hij debuteerde op 18 augustus 2023 tegen Jong PSV (4-1). 

## Statistieken
| Seizoen                    | Club            | Competitie      | Competitie | Competitie | Beker | Beker | Overig | Overig | Totaal | Totaal |
| Seizoen                    | Club            | Competitie      | Wed.       | Dlp.       | Wed.  | Dlp.  | Wed.   | Dlp.   | Wed.   | Dlp.   |
| -------------------------- | --------------- | --------------- | ---------- | ---------- | ----- | ----- | ------ | ------ | ------ | ------ |
| 2022/23                    | PEC Zwolle      | Eerste divisie  | 11         | 1          | 0     | 0     | 0      | 0      | 11     | 1      |
| 2023/24                    | TOP Oss         | Eerste divisie  | 21         | 0          | 1     | 0     | 0      | 0      | 22     | 0      |
| 2024/25                    | TOP Oss         | Eerste divisie  | 17         | 0          | 1     | 0     | 0      | 0      | 18     | 0      |
| Carrière totaal            | Carrière totaal | Carrière totaal | 49         | 1          | 2     | 0     | 0      | 0      | 51     | 1      |
| Bijgewerkt tot 8 juni 2025 |                 |                 |            |            |       |       |        |        |        |        |